# Valerianella texana
Valerianella texana är en kaprifolväxtart som beskrevs av Dyal. Valerianella texana ingår i släktet klynnen, och familjen kaprifolväxter. Inga underarter finns listade i Catalogue of Life.